# Aurobindo Pharma
Aurobindo Pharma Limited wurde 1986 gegründet und ist mit über 6.000 Mitarbeitern und 15 Produktionswerken weltweit tätig. Viele internationale Kunden (u. a. der Generikaanbieter Actavis) lassen ihre Produkte durch Aurobindo herstellen. Aurobindo Pharma ging 1992 an die indische Börse (National Stock Exchange of India); NSE: AUROPHARMA.

## Tätigkeitsbereich
Aurobindo Pharma ist als Lieferant von pharmazeutischen Wirkstoffen (u. a. Penicillinen), als Lohnhersteller für Arzneimittel und als Vertreiber eigener Generika tätig. Im Januar 2014 gab Aurobindo bekannt, dass die europäische Niederlassung von Aurobindo Pharma die Vertriebsgeschäfte von Actavis (heißt jetzt PUREN Pharma) in sieben europäischen Ländern, u. a. Deutschland, Frankreich und Italien übernehmen wird.

## Name
Mit dem Namen der Firma wollte der Firmengründer Ramprasad Reddy einen Bezug zu den Werten der humanistischen Bildung, des westlichen Wissens und Know-hows in Verbindung mit den indischen spirituellen Traditionen und Weisheitslehren herstellen. Und benannte seine Firma nach dem indischen Philosophen, Dichter und Politiker Sri Aurobindo.

## Deutschland
Die deutsche Aurobindo Pharma GmbH hatte ihren Sitz in München-Riem. Mit Wirkung zum 1. Oktober 2021 wurden die deutschen Schwestergesellschaften Aurobindo Pharma GmbH und PUREN Pharma GmbH & Co.KG unter dem Dach der PUREN Pharma GmbH & Co.KG zu einem Unternehmen zusammengeführt. Dies erfolgte im Rahmen einer Übertragung durch Verschmelzung. Das bestehende Produktportfolio der Aurobindo Pharma GmbH ging ab diesem Zeitpunkt in das Sortiment der PUREN Pharma über.

## Kritik
2016 wurden nachlässige Sicherheitsmaßnahmen des Unternehmens bekannt. In den indischen Fertigungsstätten gelangen
große Mengen Antibiotika ins Abwasser und führen zur Entwicklung von hochgefährlichen Keimen mit multiresistenten Eigenschaften.